# Adèle Geras
Adèle Daphne Geras, née le 15 mars 1944 à Jérusalem, est une écrivaine britannique, auteur de plus de quatre-vingt-dix livres pour enfants. Elle commence sa carrière littéraire en 1976. Depuis les années 2000, écrit également des livres pour adultes, comme Le Lac aux secrets (Facing the Light), De douloureux secrets (Hester's Story) et Vive les mariées (Made in Heaven).